# Martin Velda
Martin Velda (nar. 8. listopadu 1958 Most) je český herec, dabér a dabingový režisér. Je synem herce Josefa Veldy. Ten sice nechtěl, aby byl jeho syn také hercem, ale Martin Velda si tuto dráhu prosadil a roku 1974 nastoupil na Státní konzervatoř hudby v dramatickém oboru. Herečkou se stala i jeho sestra Apolena.
Ještě jako student se v 70. letech začal objevovat v televizních i filmových rolích, mezi významnější patřil nejmladší syn v seriálu Nejmladší z rodu Hamrů. Po absolvování školy nastoupil do Divadla J. K. Tyla v Plzni, ale nadále se příležitostně vracel před kameru. V 90. letech s hraním víceméně skončil a přesedlal na dabing. Výjimečně k vidění mohl být v 5. epizodě seriálu Policajti z centra (2012).

## Dabing
Dabingu se věnoval už od konce 70. let, v 90. letech na něj zcela zaměřil. Brzy se stal i dabingovým režisérem.
Namluvil například Roberta Hayse v sérii Připoutejte se, prosím!, Jeffa Danielse v Blbý a blbější, daboval Mickeyho Rourkea, Johna Cusacka, Williama Baldwina, Keanu Reevese, Steva Buscemiho, několik epizodních postav v seriálu M*A*S*H a desítky dalších rolí. V seriálu Simpsonovi čte titulky. Mezi jeho nejznámější dabérské výkony patří Norman Pace ve skečovém pořadu Hale & Pace.

## Práce pro rozhlas
- 1990 Jiří Robert Pick: Anekdoty Franci Roubíčka, tragikomedie o muži, který nedokázal neříct anekdotu. Hudba Vladimír Truc. Dramaturg Dušan Všelicha. Režie Josef Červinka. Účinkují: Tomáš Töpfer, Růžena Merunková, Barbora Kodetová, Marie Marešová, Miloš Hlavica, Jiří Lábus, Zdeněk Ornest, Josef Velda, Oldřich Vízner, Martin Velda, Simona Stašová a Jaroslava Kretschmerová. Natočeno v roce 1990.[3]